# 第七季超級籃球聯賽季後賽
SBL第七季季後賽，這一季的季後賽採五戰三勝制，率先拿到三勝的球隊，將挺進冠賽。第一輪賽事由璞園建築出戰達欣工程，另一場賽事由台灣啤酒出戰裕隆納智捷，最終由達欣工程和裕隆納智捷都以3比2的成績擊敗台灣啤酒和璞園建築。

## 季後賽
| 4月30日 18:00 |

|  |

| 達欣工程 86–91 台灣啤酒（OT）                   |
| 每節分數： 19–18、15–19、17–20、22–16、： 13-18 |

| 4月30日 20:00 |

|  |

| 裕隆納智捷 77–60 璞園建築             |
| 每節分數： 23–13、18–17、15–16、21–14 |

| 5月1日 17:00 |

|  |

| 台灣啤酒 70–84 達欣工程              |
| 每節分數： 22–23、18–17、24–30、6–14 |

| 5月1日 19:00 |

|  |

| 璞園建築 75–62 裕隆納智捷            |
| 每節分數： 11–18、20–6、21–22、23–16 |

| 5月2日 17:00 |

|  |

| 達欣工程 65–67 台灣啤酒              |
| 每節分數： 16–18、11–26、18–9、20–14 |

| 5月2日 19:00 |

|  |

| 裕隆納智捷 78–68 璞園建築             |
| 每節分數： 21–19、25–17、10–16、22–16 |

| 5月4日 18:00 |

|  |

| 台灣啤酒 70–76 達欣工程               |
| 每節分數： 18–22、20–18、18–22、14–14 |

| 5月4日 20:00 |

|  |

| 璞園建築 87–78 裕隆納智捷            |
| 每節分數： 21–24、17–9、22–19、30–23 |

| 5月5日 18:00 |

|  |

| 達欣工程 57–54 台灣啤酒              |
| 每節分數： 9–14、20–14、15–14、13–12 |

| 5月5日 20:00 |

|  |

| 璞園建築 69–76 裕隆納智捷            |
| 每節分數： 20–21、8–11、19–22、22–22 |